# Simental
Raça bovina com origem no Vale do Rio Simmen, o qual está situado no Cantão de Berna, no oeste da Suíça. A raça destaca-se pelo seu genótipo adaptado à produção de leite e carne bovina, estando presentes em todos os continentes do mundo.[carece de fontes?]

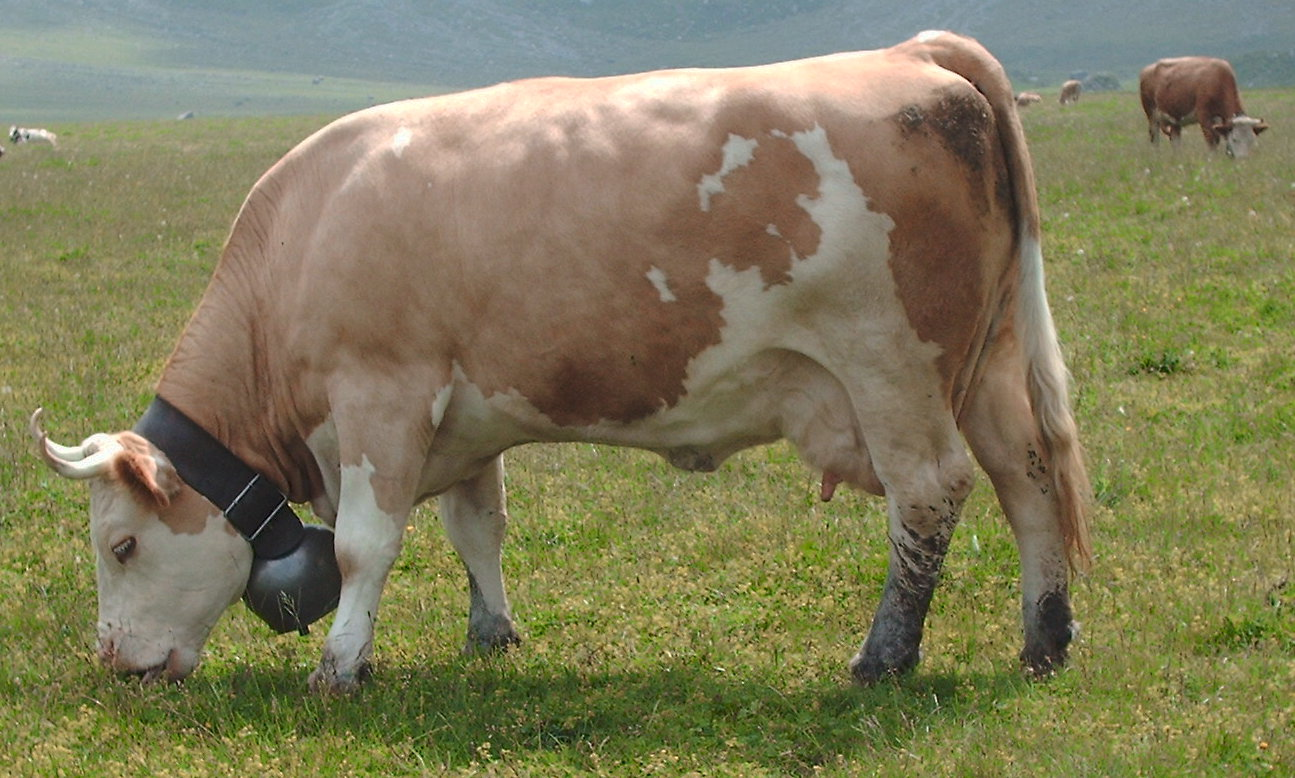
Vaca da raça Simental na idade adulta.

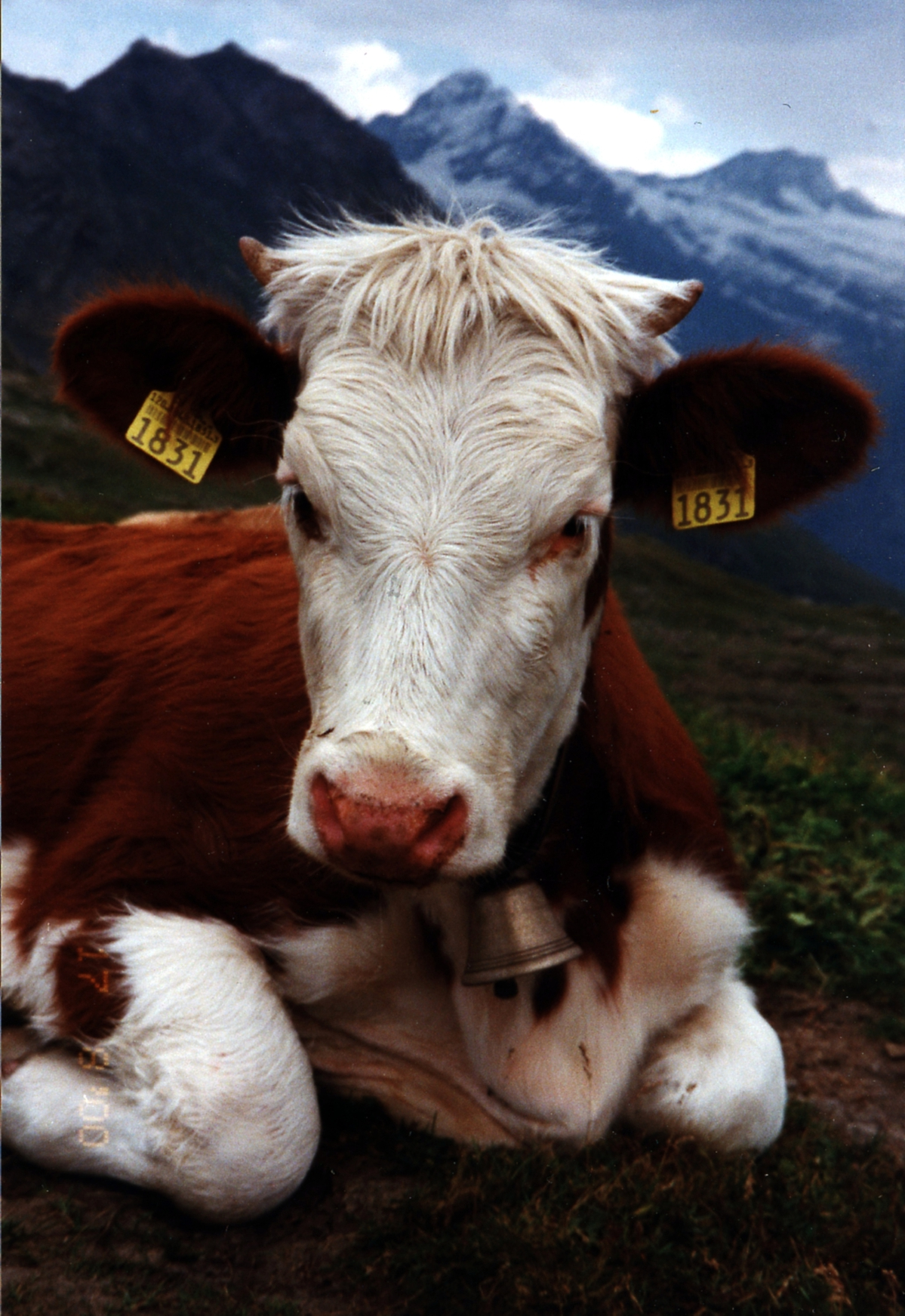
Bezerro da raça Simental.